# Arcieparchia di Polack

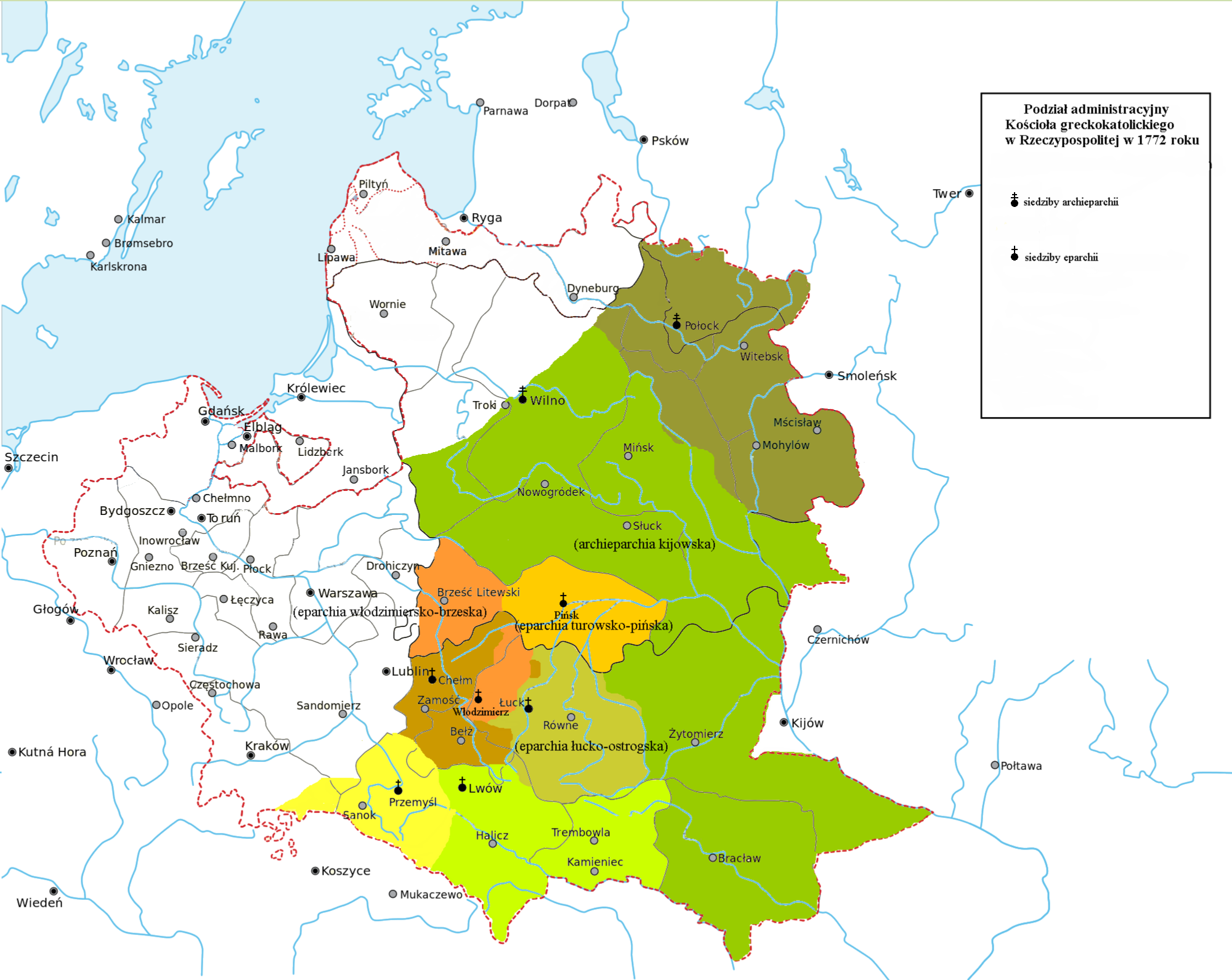
Mappa delle eparchie greco-cattoliche della Confederazione polacco-lituana nel 1772. A nord, in color marrone, l'arcieparchia di Polack.

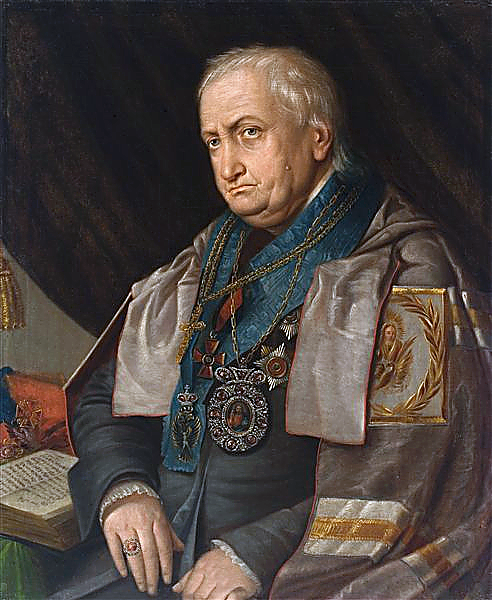
Jozafat Bułhak, ultimo vescovo greco-cattolico di Polack.

L'arcieparchia di Polack (in latino Archieparchia Polociensis Ruthenorum) è stata una sede della Chiesa cattolica di rito bizantino.

## Territorio
L'arcieparchia comprendeva i fedeli cattolici di rito bizantino della Bielorussia.
Sede arcieparchiale era Polack, dove fungeva da cattedrale la chiesa di Santa Sofia.

## Storia
L'arcieparchia entrò in comunione con la Chiesa cattolica in seguito all'Unione di Brest del 1596. Come eparchia era stata eretta nel XIII secolo. Ad essa erano unite le eparchie di Micislavia, eretta anch'essa nel XIII secolo, di Orša e di Vicebsk, eretta nel X secolo. Spesso ai vescovi ausiliari o ai coadiutori dell'arcieparchia veniva assegnato il titolo di queste sedi soppresse.
Durante l'episcopato di Cyprian Żochowski (1674-1693), fu unita in persona episcopi con l'arcieparchia di Kiev. In precedenza, altri vescovi, trasferiti a Kiev, mantennero in persona episcopi la sede di Polack fino alla loro morte anche perché i metropoliti cattolici non risiedettero più a Kiev dopo la restaurazione di una gerarchia ortodossa durante il primo Seicento.
Nel 1772, con la prima spartizione della Polonia, Polack entrò a far parte dell'Impero russo e nel 1784 Caterina II di Russia nominò arcivescovo Heraclius Lissowski che pubblicò un nuovo libro liturgico, lo Hieratikon detto Herakliton dal suo nome, eliminando molte delle innovazioni introdotte sul modello della messa latina dopo l'Unione di Brest (soprattutto con i sinodi del 1720 e 1735) e restaurando una forma liturgica più simile a quella bizantina o ortodossa. Questa forma venne estesa a tutte le eparchie uniate in Russia dopo il 1793-1795.
Il sinodo della Chiesa greco-cattolica celebrato a Polack nel febbraio 1839 annullò ex auctoritate l'unione di Brest del 1596 chiedendo di far parte della Chiesa ortodossa russa, sopprimendo de facto tutte le eparchie cattoliche dell'impero russo. Questa decisione fu approvata dallo zar Nicola I il 25 marzo 1839. Questo atto determinò la fine dell'arcieparchia greco-cattolica di Polack e il passaggio forzato dei suoi fedeli alla Chiesa ortodossa.

## Cronotassi dei vescovi
- Herman Zahorski † (1596 - 1600/1601 deceduto)
- Gedeon Brolnicki † (26 maggio 1601 - 1618 deceduto)
- San Jozafat Kuncewicz, O.S.B.M. † (1618 succeduto - 12 novembre 1623 deceduto)
- Anastazy Antoni Sielawa † (1624 - 12 settembre o 5 ottobre 1655 deceduto)[4]
- Gabriel Kolenda † (12 settembre o 5 ottobre 1655 succeduto - 21 maggio 1674 deceduto)[5]
- Cyprian Żochowski † (21 maggio 1674 succeduto - 26 ottobre 1693 deceduto)
  - Sede vacante (1693-1696)[6]
- Marcjan Białłozor † (1697[7] - 18 giugno 1707 deceduto)
  - Sede vacante (1707-1710)[8]
- Sylwester Peszkiewicz † (9 novembre 1710 consacrato - 8 settembre 1714 deceduto)
- Florian Hrebnicki † (14 marzo 1716 consacrato - 18 luglio 1762 deceduto)
- Jason Junosza Smogorzewski † (18 luglio 1762 succeduto - 1780 dimesso)[9]
- Herakliusz Lissowski † (18 aprile 1784 consacrato - 30 agosto 1809 deceduto)[10]
- Jan Krassowski † (13 gennaio 1811 consacrato - novembre/dicembre[11] 1826 nominato eparca di Luc'k e Ostrog)
- Jakub Martusiewicz † (novembre/dicembre[11] 1826 - 26 gennaio 1833 deceduto)
- Josafat Bulhak, O.S.B.M. † (17 aprile 1833 - 23 febbraio o 9 marzo 1838 deceduto)